# Borucza
Borucza – wieś w Polsce położona w województwie mazowieckim, w powiecie wołomińskim, w gminie Strachówka.
| SIMC    | Nazwa     | Rodzaj     |
| ------- | --------- | ---------- |
| 0691850 | Ołówki    | część wsi  |
| 0691866 | Paluchy   | przysiółek |
| 1060145 | Tadeuszów | przysiółek |

W latach 1975–1998 miejscowość administracyjnie należała do województwa siedleckiego.
Wierni Kościoła rzymskokatolickiego należą do parafii św. Józefa Oblubieńca Najświętszej Maryi Panny we Franciszkowie.